# Гао, Джессика
Дже́ссика Робе́рта Га́о (англ. Jessica Roberta Gao; род. 2 января 1984, Ханфорд, Калифорния) — американский телесценарист и продюсер. В 2017 году, Гао работала над третьим сезоном сериала «Рик и Морти», написав сценарий эпизода «Огурчик Рик», а также написала сценарии для телесериалов «Рога и копыта. Возвращение» (2008 — 2009), «Могучая Би» (2008 — 2011), «Кунг-фу панда: Удивительные легенды» (2011), «Робоцып» (2012 — 2013), «Кремниевая долина» (2014) и «Звёздные войны: Окольные пути» (2014).

## Карьера
Гао начала свою карьеру в качестве сценариста в шоу Nickelodeon «Могучая Би» и «Рога и копыта. Возвращение». Она продолжала работать на телеканале в таких шоу, как «Биг Тайм Раш» (2010 — 2011) и «Кунг-фу панда: Удивительные легенды», а затем ушла работать фрилансером в другие шоу, такие как «Робоцып» от Adult Swim, «The High Fructose Adventures of Annoying Orange» (2012 — 2013) от Cartoon Network, и «Подопытные» (2014) для телеканала Disney XD. Гао также написала сценарии для телесериала «Кремниевая долина» от HBO, французского сериала «Зип-Зип» (2015), «Bajillion Dollar Propertie$» для Seeso / Pluto TV и «Корпорация» для Comedy Central.
Она присоединилась к команде сценаристов для третьего сезона сериала «Рик и Морти» (2013 — н. в.), выступая в качестве редактора сюжета в шести эпизодах и написав сюжет эпизода «Огурчик Рик» (2017). За написание этого эпизода, Гао получила Прайм-таймовую премию «Эмми» в категории «Лучшая анимационная программа» на 70-й церемонии вручения в 2018 году. Во время работы над сериалом Гао и другие женщины-сценаристы подвергались сексистским домогательствам со стороны фанатов, которые были расстроены тем, что сериал нанимает женщин в сценаристы. Гао и соавтор сериала «Рик и Морти» Дэн Хармон сотрудничали в серии подкастов под названием «Whiting Wongs», в которых обсуждались вопросы расы и привилегий в Голливуде. Гао также была сценаристом и соисполнительным продюсером второго сезона шоу «Take My Wife» (2016).
Гао покинула сериал «Рик и Морти» после третьего сезона, чтобы разработать ситком для ABC, который получил заказ на пилотный эпизод в 2019 году под руководством Джуда Венга. В сериале речь шла об отношениях американки китайского происхождения со своей семьей. ABC отказался от ситкома, но сериал был продан другим сетям. В июле 2019 года она была выбрана для написания сценария будущего фильма по мотивам «Sweet Valley High» (1983 — 2003). В ноябре 2019 года она была нанята в качестве ведущего сценариста телесериала «Женщина-Халк: Адвокат» (2022) для сервиса Disney+.

## Фильмография
| Год         | Название                                        | Известна как | Известна как            | Комментарии                                                                          |
| Год         | Название                                        | Сценарист    | Продюсер                | Комментарии                                                                          |
| ----------- | ----------------------------------------------- | ------------ | ----------------------- | ------------------------------------------------------------------------------------ |
| 2008 — 2009 | Рога и копыта. Возвращение                      | Да           | Нет                     | Эпизоды: «Война приколов» и «Солнечная корова»                                       |
| 2008 — 2011 | Могучая Би                                      | Да           | Нет                     | 35 эпизодов                                                                          |
| 2010 — 2011 | Биг Тайм Раш                                    | Да           | Нет                     | 6 эпизодов                                                                           |
| 2011        | Кунг-фу панда: Удивительные легенды             | Да           | Нет                     | Эпизод: «Мозгобой дрожащего пальца»                                                  |
| 2012 — 2013 | Робоцып                                         | Да           | Нет                     | 9 эпизодов                                                                           |
| 2012 — 2013 | The High Fructose Adventures of Annoying Orange | Да           | Нет                     | 4 эпизодов                                                                           |
| 2014        | Подопытные                                      | Да           | Нет                     | Эпизод: «Проучить Трента!»                                                           |
| 2014        | Кремниевая долина                               | Да           | Нет                     | Эпизод: «Сигнализирование о риске»                                                   |
| 2015        | Зип-Зип                                         | Да           | Нет                     | Эпизод: "Rained In"                                                                  |
| 2016        | Bajillion Dollar Propertie$                     | Да           | Нет                     | Эпизоды: «Roger Me Rightly» и «Baxter's Confession»                                  |
| 2017        | Рик и Морти                                     | Да           | Нет                     | Эпизод: «Огурчик Рик» (также, исполнительный редактор)                               |
| 2017        | The Memestar Chronicles                         | Да           | Нет                     | Эпизод: «Look Mom, I'm on TV»                                                        |
| 2018        | Take My Wife                                    | Да           | Да                      | Соисполнительный продюсер, автор сценариев к эпизодам: «Episode 206» и «Episode 208» |
| 2018        | Корпорация                                      | Да           | Да                      | Наблюдающий продюсер, автор сценариев к эпизодам: «The Expense Report» и «The Fall»  |
| 2022        | Easter Sunday                                   | Нет          | Исполнительный директор |                                                                                      |
| 2022        | Oh Hell No                                      | Да           | Нет                     | В соавторстве со Скотом Армстронгом, Трэйси Оливер, и Родни Ротманом                 |
| 2022        | Женщина-Халк: Адвокат                           | Да           | Исполнительный директор | Создатель сериала                                                                    |
| TBA         | The Undesirables                                | TBA          | Исполнительный директор | [ 14 ]                                                                               |

## Награды и номинации
| Год  | Награда                        | Категория                     | Работа                                | Результат | Примечания |
| ---- | ------------------------------ | ----------------------------- | ------------------------------------- | --------- | ---------- |
| 2015 | Премия Гильдии сценаристов США | Комедийный сериал             | Кремниевая долина                     | Номинация | [ 15 ]     |
| 2015 | Премия Гильдии сценаристов США | Новые серии                   | Кремниевая долина                     | Номинация | [ 15 ]     |
| 2018 | Прайм-таймовая премия «Эмми»   | Лучшая анимационная программа | Рик и Морти (за эпизод «Огурчик Рик») | Победа    | [ 16 ]     |